# مات تايلور (عالم فيزياء فلكية)
مات تايلور (بالإنجليزية: Matt Taylor)‏ هو عالم فيزياء فلكية بريطاني، ولد في 1973 في Manor Park, London ‏ في المملكة المتحدة.

## وصلات خارجية
- الموقع الرسمي
- مات تايلور على موقع IMDb (الإنجليزية)